# Monastère de Staro Hopovo
Le monastère de Staro Hopovo (en serbe cyrillique : Манастир Старо Хопово ; en serbe latin Manastir Staro Hopovo) est un monastère orthodoxe serbe situé en Serbie dans la province autonome de Voïvodine, près de la ville d'Irig. Il est un des 16 monastères de la Fruška gora, dans la région de Syrmie. Il dépend de l'éparchie de Syrmie et figure sur la liste des monuments culturels d'importance exceptionnelle de la République de Serbie (identifiant no SK 1042).
Le monastère est dédié à saint Pantaléon.
Selon la tradition, le monastère a été fondé par l'évêque Maksim (despote Đorđe Branković). La première mention fiable de cet établissement religieux date de 1545-1546.
L'iconostase a été peinte entre 1793 et 1800 psr Jefrem Isailović.

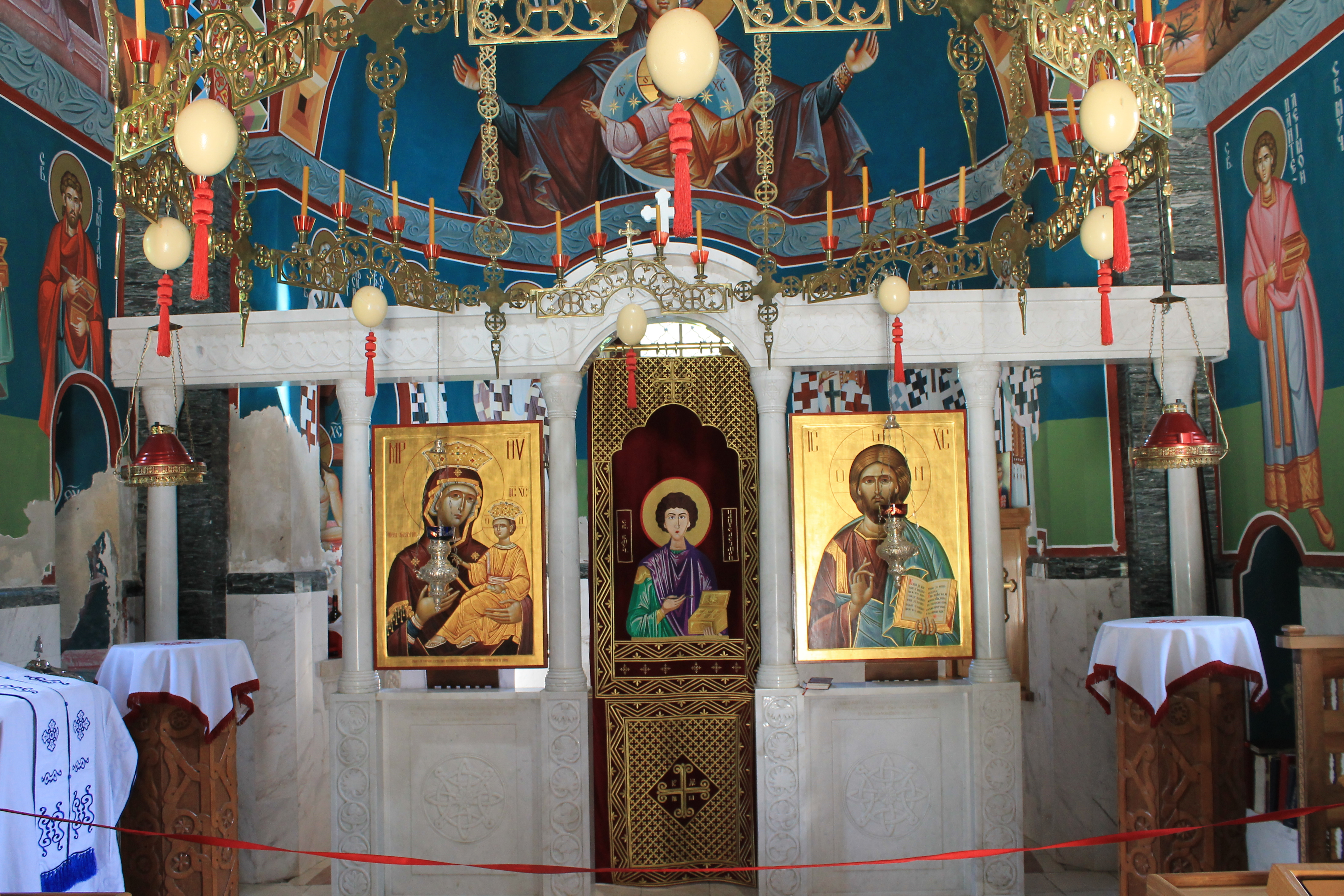
L'iconostase de l'église.